# 뱀파이어 헌터 D
뱀파이어 헌터 D(吸血鬼 ハンタ-D, Vampire Hunter D: Bloodlust)는 미국에서 제작된 카와지리 요시아키 감독의 2000년 애니메이션, 판타지, 모험 영화이다. 앤드류 필포 등이 주연으로 출연하였고 야마모토 마타이치로 등이 제작에 참여하였다.

## 출연

### 주연
- 앤드류 필포
- 존 라터 리
- 파멜라 애들론
- 웬디 리
- 마이크 맥쉐인
- 줄리아 드미타
- 줄리아 플레처
- 맷 매켄지
- 존 디 마지오
- 알렉스 페르난데즈
- 잭 플레처
- 존 호스테터
- 드와이트 슐츠
- 메리 엘리자베스 맥글린
- 존 드미타
- 데비 데리베리

## 제작진
- 원작자: 키쿠치 히데유키
- 원조: 아마노 요시타카
- 프로듀서: 사와노보리 마사키
- 공동제작: Meileen Choo
- 공동연출: 잭 플레처
- 공동연출: 맥대걸
- 음향: Masafumi Mima
- 미술: 이케하타 유지
- 미술: Yasushi Nirasawa
- 미술: 와타베 타카시
- 미술: 고이케 다케시
- 애니메이션: Morifumi Naka
- 애니메이션: 이케하타 유지
- 레이아웃: 와타베 타카시
- 레이아웃: Masami Ozone
- Ass-PD: Jeong Jeong Gyun
- Ass-PD: Yasuaki Iwase
- 시각효과부문: Tsuneo Maeda
- 시각효과부문: 야마키 이와오
- 애니메이션연출: Hisashi Abe
- 애니메이션연출: Horoshi Hamasaki
- 애니메이션연출: Yutaka Minowa
- 프로덕션매니저: Yoshimichi Murata
- 프로덕션매니저: Atsushi Mizuno